# Liparis chefuensis
Liparis chefuensis és una espècie de peix pertanyent a la família dels lipàrids.

## Descripció
- El mascle fa 16,5 cm de llargària màxima i la femella 14.[6][7]

## Hàbitat
És un peix marí, demersal i de clima temperat que viu entre 5 i 30 m de fondària.

## Distribució geogràfica
Es troba al mar Groc.

## Observacions
És inofensiu per als humans.